# Órbigo
 (novembre 2024).
Si vous disposez d'ouvrages ou d'articles de référence ou si vous connaissez des sites web de qualité traitant du thème abordé ici, merci de compléter l'article en donnant les références utiles à sa vérifiabilité et en les liant à la section « Notes et références ».
L'Órbigo est un cours d'eau espagnol coulant dans la communauté autonome de Castille-et-León, et un affluent droit de l'Esla, donc un sous-affluent du fleuve le Douro.

## Géographie
Son cours est de 162 km de longueur[réf. nécessaire]. Son origine est la confluence du Río Luna et du Río Omaña, à 900 m d'altitude, au lieu-dit Vega de Ariba sur la commune de Cimanes del Tejar.
Le Río Órbigo conflue avec l'Esla, à 700 m d'altitude sur la commune de Santa Colomba de las Monjas.

### Bassin versant
Son bassin versant est de 4 995 km2[réf. nécessaire].

## Affluents
Les affluents du Río Órbigo sont :
- l'arroyo de la Huerga (rg)
- le río Tuerto (rd), 62 km pour un bassin versant de 1 443 km2 confluant sur La Bañeza avec un affluent
  - le río Duerna, 54 km pour un bassin versant de 317 km2;
- le río Jamuz (rd);
- l'Eria (rd), 101 km pour un bassin versant de 657 km2.
- le Don Felipe (rg),
- le cano de la Huerga (rg)

## Hydrologie
Son module est de 38,81 m3/s[réf. nécessaire].

## Source de la traduction
- (es) Cet article est partiellement ou en totalité issu de l’article de Wikipédia en espagnol intitulé « Río Órbigo » (voir la liste des auteurs).